# Aymé Kunc
Aymé Kunc (* 20. Januar 1877 in Toulouse; † 13. Februar 1958 ebenda) war ein französischer Komponist und Klavierpädagoge.
Kunc wurde 1877 als zehntes von zwölf Kindern einer Musikerfamilie geboren. Sein Vater Aloys Kunc war Kirchenmusiker und Professor am Konservatorium von Toulouse, seine Mutter Henriette Dargein (1841–1928) hatte am Conservatoire de Paris Klavier bei Louise Farrenc und Orgel bei César Franck studiert. Seine Schwestern Germaine, Marie, Catherine und Cécile gaben Klavierunterricht, sein Bruder Jean war Musikliebhaber und komponierte einige Romanzen. Sein Bruder Camille leitete als Dirigent die Opernorchester von Algier, Nizza und Toulon, Pierre Kunc wurde als Komponist bekannt.
So bekam Kunc seine erste musikalische Ausbildung von seinen Eltern. Er setzte sie in der Kantorei der Kathedrale von Toulouse und später am Konservatorium der Stadt fort, bevor er 1895 ans Conservatoire de Paris wechselte. Hier war er Kompositionsschüler von Charles Lenepveu. 1902 gewann er nach fünfmaliger Teilnahme am Wettbewerb den Premier Grand Prix de Rome mit der Kantate Alcyone.
Während des damit verbundenen Aufenthaltes in der Villa Medici in Rom (1903–07) befreundete er sich mit den Komponisten Florent Schmitt und André Caplet und dem Bildhauer Alphonse Terroir, der eine Büste des Komponisten schuf. Nach seiner Rückkehr ließ er sich in Paris nieder. Hier heiratete er die Sängerin Paulette Baldocchi und wurde Dirigent am Apollo-Theater; einer seiner Nachfolger war Alphonse Franck. In dieser Zeit entstand auf Anregung von Camille Saint-Saëns seine einzige Oper Les Esclaves nach einem Libretto von Louis Payen.
1914 wurde Kunc als Nachfolger von Bernard Crocé-Spinelli Direktor des Konservatoriums von Toulouse, das er dreißig Jahre lang leitete. Daneben führte er als Dirigent der Société des Concerts du Conservatoire zahlreiche Werke zeitgenössischer Komponisten auf. Ein Höhepunkt seiner Laufbahn war die Aufführung von Wagners Ring des Nibelungen 1927 und des Parsifal 1928 am Théâtre du Capitole. Eine Stelle als Dirigent an der Pariser Oper, die ihm deren Direktor Jacques Rouché anbot, lehnte er ab. 1949 wurde Kunc zum korrespondierenden Mitglied der Académie des Beaux-Arts gewählt.
Sein Nachlass wurde nach seinem Tode dem Konservatorium von Toulouse übereignet. 1996 wurde in Toulouse die Association Aymé Kunc gegründet, die sich der Aufführung und Verbreitung seiner Werke widmet.

## Werke
- Klavierwerke
  - Scherzetto
  - Simples chansons
- Orgelwerke
  - Scherzetto
  - Fantaisie symphonique
- Kammermusik
  - Sonate für Violine und Klavier
  - Fantaisie en forme de danse für Violine und Klavier
  - Pastorales für Violine und Klavier
  - Suite symphonique für zwei Celli und Klavier
  - Suite Flöte, Cello und Klavier
  - Trio für Violine, Cello und Klavier
  - Quatuor avec piano 
  - Quatuor à cordes n°1, 1946
  - Quatuor à cordes n°2, 1948
  - Petite Suite für Bläserquintett
  - Quintette a vent, 1954
  - Scherzetto für Bläserquintett
  - Asturiana für Bläserquintett
- Lieder
  - Apaisement
  - Je ne sais pas de fleur
  - Printemps
  - Soleil d’automne
  - Le Voyage
- Chorwerke
  - Le Bohémien
  - Chanson pastorale
  - Deux Chants folkloriques
  - Chants populaires languedociens
  - Je ne veux plus chanter
  - Noël de la libération
  - Le Plus doux chant
- Kantaten
  - Cantate pour le couronnement de Dante, 1921
  - Hymne des ailes
- Kirchenmusik
  - Ave Maria I, Motette
  - Ave Maria II, Motette
  - Ave Maria III, Motette
  - Ave verum I, Motette
  - Ave verum II, Motette
  - Messe de Sainte Cécile, 1923
  - Psaume CXLVII, 1904–07
- Ballette
  - Les Armes de Vulcain
  - Les dieux morts
  - Pastorale antique
- Opern
  - Les Esclaves, 1911
- Orchesterwerke
  - Ouverture de fête, 1904–07
  - Suite dramatique, 1904–07
  - Feuillets d’album
  - Quatre Esquisses méditerranéennes, 1949
  - Prélude et final
  - Fantaisie für Klavier und Orchester, 1904–07
  - Pensée musicale für Harfe, Chor und Orchester, 1916
  - Quatre Pièces für Flöte und Orchester
  - Pastorales für Violine und Orchester
  - Légende für Alt und Orchester, 1931
  - Poème für Cello und Klavier, 1943